# Junior Barros
Junior Barros (født 19. april 1993) er en brasiliansk fodboldspiller, som spiller for den japanske fodboldklub Ventforet Kofu.